# Анна Тосс
Анна Тосс (нар. 8 вересня 1962, Стокгольм, Швеція) — шведська письменниця, журналістка і блогер.
Разом зі своїм чоловіком Педером Фіннсі заснувала інтернет-спільноту Toss FöräldraNätet («Батьківська мережа Тосс», 1997—2002, на даний час Allt för föräldrar - «Все для батьків»). Сторінка була місцем спілкування у фоматі вебфорумів, які були доповнені статтями про виховання дітей з сучасної точки зору. Цей сайт служив противагою традиційним методам виховання дітей. Сайт був одним з перших у своєму роді і швидко став популярним, нараховував близько 150 000 учасників, більшість яких були дуже активні.
У 1999 році Анна Тосс і її чоловік були удостоєні Великої журналістської премії за створення активної мережевої спільноти.

## Родина
- Мати: Маргарита Тосс (1925—2010), шведська журналістка[3].
- Батько: Лукас Бонніер (1922—2006), шведський редактор і видавець.
- Чоловік: Педер Фіннсі (нар. 1962), шведський письменник[1].
- Зведений брат: Йонас Бонніер (нар. 1963), шведський письменник і бізнесмен.